# Neoarius latirostris
Neoarius latirostris és una espècie de peix de la família dels àrids i de l'ordre dels siluriformes.

## Morfologia
Els mascles poden assolir els 50 cm de llargària total.

## Alimentació
Menja artròpodes terrestres, insectes aquàtics, plantes, mol·luscs, gambes i peixos.

## Distribució geogràfica
Es troba a l'illa de Nova Guinea.